# موسوعة الديوان
الديوان هو منصة رقمية متخصصة في توثيق الشعر العربي، تأسست عام 2013 على يد المؤسس يحيى بانافع، بدعم من شركة فالكون قروب التي يرأسها الدكتور مقبل المقبل، بهدف إنشاء مرجع أدبي حيّ، يجمع بين التراث والحداثة، ويخدم كل محب للشعر العربي.
يقع المقر الرئيسي في المملكة العربية السعودية – الخبر، ويُدار المقر الفرعي من الإمارات العربية المتحدة – دبي.
منذ انطلاقته، أصبح "الديوان" أكثر من مجرد أرشيف شعري، بل منصة ثقافية شاملة تعكس تطور اللغة العربية، وامتداد الإبداع الإنساني، وتستقبل اليوم أكثر من 21 مليون زيارة شهريًا من مختلف دول العالم.

## عن الموقع
الديوان هو منصة إلكترونية متخصصة في الشعر العربي، تشبه في فكرتها الشبكات الاجتماعية المخصصة للهواة والمهتمين، ولكنها تتميز بتركيزها الكامل على الشعر فقط.
تم إنشاء الموقع ليكون المكان المفضل لكل من يكتب الشعر أو يقرأه أو يبحث فيه، حيث يجمع بين خصائص الأرشفة الأدبية وخصائص التفاعل الاجتماعي.
يتيح "الديوان" للمستخدمين إنشاء صفحات شخصية خاصة بهم، ونشر قصائدهم، وتوثيق سيرهم الذاتية، والتفاعل مع المتابعين من خلال التعليقات، الإعجابات، وإعادة النشر. كما يمكنهم الاطلاع على أرشيف هائل من القصائد المصنفة حسب العصور والبحور والمواضيع، وتقييم القصائد المفضلة لديهم، أو حفظها في قوائم خاصة.
يمنح الموقع أيضًا الأدباء والباحثين أدوات بحث وتصنيف متقدمة للوصول السريع إلى الشعراء والقصائد، بالإضافة إلى مبادرات ثقافية نوعية مثل مشروع إعادة رسم الشعراء عبر العصور باستخدام الذكاء الاصطناعي.
وباختصار، فإن "الديوان" هو مجتمع أدبي رقمي يُعيد للشعر مكانته، ويوفر مساحة حرة للتعبير والتفاعل والإبداع، يجمع بين جمال الكلمة وروح التكنولوجيا.

## مزايا الموقع
موقع الديوان هو أشبه بمكتبة شعرية نابضة، تتيح لك التجول بين آلاف القصائد، واستكشاف صفحات الشعراء، والتفاعل مع المحتوى بطرق متعددة.
ليس مجرد موقع للقراءة، بل منصة متكاملة تجمع بين التوثيق، المشاركة، والتحليل. إليك أبرز المزايا التي يقدمها الموقع لمستخدميه:
- تنظيم قصائدك الخاصة في "رفوف رقمية": يمكنك تصنيف قصائدك المنشورة بحسب المواضيع أو البحور أو القوافي، أو إنشاء مجموعات مخصصة تعرض فيها أعمالك بشكل احترافي.
- إضافة وصف أو شرح أو تعديل على الكلمات: يتيح لك الموقع إضافة معاني لبعض الكلمات أو العبارات داخل القصائد، أو كتابة توضيحات تساهم في إثراء الفهم الأدبي للنصوص.
- إضافة القصائد المميزة إلى "المفضلة": احفظ القصائد التي أحببتها في قائمة خاصة بك، للعودة إليها لاحقًا بكل سهولة.
- كتابة وتعبير حر في صفحتك الخاصة: يمكنك نشر آرائك، خواطرك، أو تجاربك الأدبية في مساحة كتابة خاصة بك، وكأنها مدونة مصغّرة داخل صفحتك.
- نظام ترقية للعضويات: يمكنك طلب ترقية صفحتك لتصبح شاعرًا معتمدًا في الموقع، بعد مراجعة أعمالك والموافقة عليها من الإدارة، مما يمنحك مزايا إضافية وصفة موثقة داخل المنصة.
- التفاعل مع الشعراء والقراء: تابع الشعراء المفضلين لديك، وتلقَّ إشعارات عند نشرهم قصائد جديدة أو تحديث صفحاتهم أو إضافة اقتباسات.
- نظام بحث متطور وسريع: يسمح لك بالوصول إلى القصائد بحسب اسم الشاعر، البحر، العصر، الدولة، القافية، أو حتى كلمة داخل النص.
- مشاركة وتوصيات: تتيح المنصة عرض القصائد الأعلى تقييمًا أو الأكثر تفاعلاً، بالإضافة إلى اقتراحات يومية لقراءات مميزة بناءً على ذوقك.
- مجتمع تفاعلي: شارك في مجموعات نقاش أدبية أو أنشئ مجموعتك الخاصة للنقد والتحليل والتبادل الثقافي.
- مشروع إعادة رسم الشعراء: استمتع بمبادرة فريدة تعيد تخيّل صور الشعراء التاريخيين استنادًا إلى أوصافهم، باستخدام الذكاء الاصطناعي بأسلوب يحترم الماضي ويقدمه بلغة بصرية معاصرة.

## التصنيفات
يُعد موقع الديوان من أبرز المواقع الثقافية والأدبية المتخصصة في توثيق الشعر العربي على مستوى الإنترنت، وقد حقق حضورًا لافتًا ضمن التصنيفات العالمية، حيث جاء ترتيبه كالتالي:
- الترتيب العالمي: المرتبة 19,224 عالميًا.
- الترتيب المحلي: المرتبة 373 في المملكة العربية السعودية.
- تصنيفه حسب الفئة: يحتل المرتبة الثانية (رقم 2) في فئة "المراجع والمصادر > مراجع أخرى" داخل المملكة العربية السعودية.[1]

## مميزات الموقع
- توثيق أكثر من 131,969 قصيدة بالفصحى و12,897 قصيدة شعبية.
- يضم أرشيفًا غنيًا لأكثر من 1,965 شاعرًا وشاعرة.
- يتيح إنشاء صفحات خاصة للشعراء المعاصرين.
- يدعم الوصول إلى القصائد من خلال تصنيفات دقيقة ومتقدمة.
- يحظى بثقة أكثر من 200 ألف مستخدم مسجّل وأكثر من 6 مليون زيارة شهرية.
- عقد تعاون رسمي مع ويكيبيديا العربية لتوثيق معرّفات الشعراء.[2][3]
- يقدّم مبادرات مبتكرة مثل مشروع "إعادة رسم الشعراء باستخدام الذكاء الاصطناعي".

## أبرز الشراكات

#### تعاون مع ويكيبيديا العربية:
في عام 2022، دخل "الديوان" في شراكة موثوقة مع موسوعة ويكيبيديا العربية بهدف ربط مُعرِّفات الشعراء والقصائد وتوثيقها ضمن قاعدة بيانات الموسوعة، وقد شارك في هذا التعاون عدد من الإداريين المتطوعين من ويكيبيديا، إلى جانب فريق "الديوان" بقيادة المؤسس يحيى بانافع والمستشارة الأدبية رماح جوبان.
تم توثيق أكثر من 900 شاعر عربي، وما زال التعاون قائمًا لتعزيز موثوقية المحتوى العربي على الإنترنت.